# Кирхайб
Кирхайб (нем. Kircheib) — коммуна в Германии, в земле Рейнланд-Пфальц. 
Входит в состав района Альтенкирхен-Вестервальд. Подчиняется управлению Альтенкирхен.  Население составляет 562 человека (на 31 декабря 2010 года). Занимает площадь 6,55 км².
19 июня 1796 года, в ходе Войны первой коалиции, близ Кирхайба произошло сражение между армией Первой французской республики под командованием генерала Жана-Батиста Клебера и войском Габсбургской монархии под началом генерала Пауля Края фон Крайова унд Топола, которое закончилось поражением французов; последние оставили на поле брани около 1500 солдат.